# Амстутц, Хобарт Бауманн
Хобарт Бауманн Амстутц (англ. Hobart Baumann Amstutz; 18 сентября 1896, Генриетта, Огайо, США — 26 февраля 1980, Клермонт, Калифорния, США) — епископ методистской церкви, инициатор создания Церкви Пакистана.

## Биография
Хобарт Бауманн Амстутц родился 18 сентября 1896 года в городе Генриетта, штат Огайо. В 1915 году окончил среднюю школу в городе Оберлин и поступил в колледж, где обучался в течение двух лет до призыва в американскую армию. Участвовал в сражениях I мировой войны. После возвращения на родину Хобарт Бауманн Амстутц продолжил обучение, получив в 1921 году научную степень бакалавра гуманитарных наук в Северо-Западном университете. В 1923 году окончил религиозное образование в методистской теологической семинарии. В 1938 году ему было присвоено звание почётного доктора богословия.
С 1926 году Хобарт Бауманн Амстутц занимался миссионерской деятельностью в Южной Азии. В 1942 году он был интернирован японскими оккупационными властями и находился три с половиной года в лагере для интернированных в Сингапуре.
С 1956 по 1964 год Хобарт Бауманн Амстутц был епископом методистской церкви Юго-Восточной Азии, которая объединяла верующих, проживавших в Сингапуре, Малайзии, Индонезии и Бирме. В 1964 году он вышел на пенсию и был назначен епископом методисткой церкви в Пакистане, должность которого он исполнял с 1964 по 1968 год. В это время он инициировал создание Церкви Пакистана, которая была создана в 1970 году.